# Phantom Girl
Phantom Girl (Tinya Wazzo. Chica fantasma en Hispanoamérica) es una superheroína que aparece en libros publicados por DC Comics y es miembro de la Legión de Super-Héroes en los siglos 30 y 31. En la continuidad post-Hora Cero, se la conoce como Aparición. Tiene el poder de volverse intangible, lo que le permite atravesar objetos sólidos, al igual que todos los demás nativos de su planeta natal, Bgztl. Su madre es Winema Wazzo, quien es miembro de United Planets y es su presidenta en la continuidad post-Hora Cero. El antepasado de Tinya, Linnya Wazzo, aparece en New Age of Heroes de DC, en Terrifics.
Tinya Wazzo, reimaginada como metahumana, aparece en la octava temporada de la serie de televisión The CW Arrowverso The Flash, interpretada por Mika Abdalla.

## Historial de publicaciones
Phantom Girl apareció por primera vez en Action Comics #276, y fue creada por Jerry Siegel y Jim Mooney.

## Historia

### Pre-Crisis
En la original continuidad pre-Crisis, Phantom Girl era el quinto miembro en unirse a la Legión de Superhéroes. Es originaria del planeta Bgztl, un planeta que existe en la 4.ª Dimensión. Al igual que otros Bgztllianos, Phantom Girl tiene la capacidad de eliminarse de la realidad para convertirse en intangible. Inicialmente aparece junto con Triplicate Girl y Saturn Girl en Action Comics Nº276 en la historia "Supergirl's Three Super Girl-Friends" (Supergirl y sus Tres Super amigas). Su primer traje consistía en medias blancas y una capa blanca con una estilizada P en el pecho. Sus poderes fantasmas eran importantes ya que ella se desempeñaba como miembro del equipo de espionaje de la Legión, estuvo involucrada sentimentalmente con su compañero legionario Ultra Boy durante muchos años. En esta continuidad tiene un hermano, Gmya Wazzo. Sus padres son Byzjn y Winema.

### Brecha de cinco años
Después de las Guerras Mágicas, la Tierra cae bajo el control encubierto de los Dominadores y se retira de los Planetas Unidos. Algún tiempo después, se cree que Phantom Girl murió en un accidente de transbordador. En realidad, la hechicera del tiempo Glorith la envía al siglo XX donde es despojada de la memoria de su verdadera identidad. Ella asume el nombre de Phase y se une a la agencia de aplicación de la ley interestelar, L.E.G.I.O.N..
Unos años más tarde, los miembros del altamente clasificado "Batch SW6" de los Dominadores escapan del cautiverio. Primero se pensó que los Batch SW6 son un grupo de clones de legionarios adolescentes, creados a partir de muestras tomadas justo antes de la muerte de Ferro Lad a manos del Sun-Eater. Más tarde, se revela que son duplicados de la paradoja del tiempo, tan legítimos como sus contrapartes anteriores. La versión Batch SW6 de Tinya Wazzo finalmente asume el nombre en clave Aparición.
Debido a los intentos de varios viajeros del tiempo de reescribir la realidad, la continuidad cambia nuevamente y ahora se revela que Phase es Enya Wazzo, la prima previamente desconocida de Phantom Girl. Time Trapper luego devuelve a la Phantom Girl original para reunirse con Ultra Boy momentos antes de que Zero Hour termine la primera continuidad de Legion.

### Post-Hora Cero
En la segunda continuidad de reinicio, Tinya Wazzo también es el quinto en unirse, bajo el nombre en clave Apparition. Como en la realidad anterior a Hora cero, se involucra románticamente con Ultra Boy. Finalmente, se revela que Aparición es mitad Carggite, con Phase como otro de sus cuerpos. Ella nunca usa el nombre en clave "Phantom Girl".
Tinya es hija de Winema Wazzo, la embajadora bgztliana en los Planetas Unidos, y regularmente se irrita por la naturaleza autoritaria de su madre. Mientras la ayudaban en una conferencia, que incluía la presentación oficial de la Legión de Superhéroes, Tinya y Saturn Girl descubren un complot del ex asistente de R.J. Brande, Roderick Doyle, para atacar el establishment. Después de ayudar a detenerlo, Tinya y Triad son incluidas en el equipo.
Cuando ella y Ultra Boy se encuentran, los dos se enamoran instantáneamente. Su romance es rocoso, inicialmente complicado por la interferencia de Winema. Luego, Tinya aparentemente es asesinada por terroristas del Triángulo Blanco de Daxamite que la incineran con su visión de calor. Sin embargo, poco después, Ultra Boy comienza a tener convulsiones dolorosas y pronto aparece Aparición de su cuerpo. Ahora atrapada en su estado de fase, Aparición solo puede ser vista por Ultra Boy y Winema. No obstante, ella juega un papel pequeño pero fundamental en la liberación de la Legión del control del Ojo Esmeralda, después de que corrompe a Shrinking Violet. Aparición libera accidentalmente a Saturn Girl al pasar a través de ella y gana la capacidad de ver Aparición. Saturn Girl puede influir en los demás lo suficiente hasta que Violet entra en pánico y hace que el Ojo envíe a muchos de los legionarios, incluidos Saturn Girl, Ultra Boy y Aparición, a finales del siglo XX.
Mientras está varado en el pasado, Aparición se encuentra con un psíquico que usa una piedra de toque de Bgztllian, una piedra roja que ayuda en la fase de Bgztllians. Este encuentro termina cuando ella se vuelve visible para todos y obtiene el poder de interrumpir la maquinaria y la electrónica cuando los atraviesa. Aunque Aparición teme que Ultra Boy se sienta insatisfecho por no poder tener contacto físico con ella, demuestra su devoción al casarse con ella. Poco después, la fase de la L.E.G.I.O.N. llega para recuperar la piedra de toque que había sido suya. Ella y Aparición son absorbidas por el reino dentro de la piedra de toque y descubren que ambas se identifican como Tinya Wazzo. Cuando los dos hacen contacto físico, involuntariamente se fusionan y Aparición se convierte en la personalidad dominante en el cuerpo resultante. Un efecto secundario es que recupera una forma física una vez más. A través de la regresión hipnótica, Aparición se entera de que Winema Wazzo se había involucrado sentimentalmente con un vagabundo pícaro que la dejó embarazada. Sin que ella lo supiera, él era un Carggite y su hijo heredó su habilidad para triplicar. Winema solo sabía que había dado a luz a un solo hijo y que el padre de Tinya robó sus otros dos cuerpos cuando eran recién nacidos y los vendió a los Luck Lords para pagar sus deudas de juego. En el curso de sus propias aventuras, Phase también fue enviada de regreso al siglo 30. Se desconoce el destino del tercer yo de Tinya.

#### Blight
Ultra Boy y Aparición permanecen extremadamente unidos en los meses siguientes, rara vez se los ve sin el otro a su lado. Eventualmente, Aparición decide hacer una misión de la Legión sin Ultra Boy, para demostrarse a sí misma y a él que pueden sobrevivir separados. Mientras está en la misión con Brainiac 5.1, Cosmic Boy y Monstress, Blight se hace cargo de la red Stargate utilizada por United Planets para viajes intergalácticos y se apodera del planeta. El grupo permanece varado lejos de la Tierra y debe tomar un viaje de regreso a casa más lento.
Al llegar varios meses después, se estrellan contra la Tierra cuando el Legion Outpost explota detrás de ellos. El grupo se une a Chameleon Boy, el único legionario que no fue capturado ni comprometido por Blight, y XS y Saturn Girl, legionarios que logran escapar. Derrotan a Blight y Aparición ayuda a Ultra Boy a superar su infección Blight.

#### Legión perdida
Poco después, el daño de Blight a la red Stargate envía a muchos de los legionarios a través de una grieta en el espacio a una "Segunda Galaxia"; una vez más, Ultra Boy y Aparición se separan. Cuando Ultra Boy comienza a perder la cordura al darse cuenta de que es posible que nunca vuelva a ver a Aparición, ella se eleva por el suelo para aliviar sus miedos. Esta resulta ser una de las ilusiones telepáticas de Saturn Girl, imitando a Aparición en un intento por mantener cuerdo a Ultra Boy. Cuando se descubrió su engaño, Ultra Boy inicialmente ignora a Saturn Girl, pero terminan besándose apasionadamente. Confundidos, se separan y se sienten incómodos el uno con el otro hasta que regresan a casa.

#### Bebé
Mientras tanto, la Aparición real estuvo presente en la disolución oficial de la Legión de Super-Héroes a raíz del desastre del Rift por Ra's al Ghul, quien entonces se hacía pasar por el presidente de United Planets, Leland McCauley. Invisible Kid es el primero en notar su embarazo. Aparición le ruega que no le diga a su madre y él respeta sus deseos a regañadientes.
Aparición vive con su madre hasta que ya no puede ocultar el embarazo. La sofocante participación de Winema en la vida de su hija solo aumenta en este punto, lo que hace que Aparición huya a Rimbor, el mundo natal de Ultra Boy. Allí conoce a Timber Wolf, quien, con la ayuda de su pandilla, la ayuda y protege. Cuando Aparición escucha la noticia del regreso de Lost Legionnaires, el estrés hace que se ponga de parto. Su madre contrata a tres mercenarios para recuperarla a ella y al bebé, pero intentan matarla para facilitar el transporte. Timber Wolf puede defender con éxito a Aparición y da a luz a un niño. Aparición y Timber Wolf roban y usan los boletos de regreso a la Tierra de los mercenarios.
En la nave, se vuelve obvio que el hijo de Aparición, Cub, tiene los poderes de sus padres y está envejeciendo anormalmente rápido. Su regreso a la Tierra se retrasa cuando la flota de batalla Robotican los saca del espacio warp. Descubren que el "motor" era de hecho un híbrido Vyrgan / Carggite / Winathian vivo creado artificialmente con un dolor significativo.

#### Alejamiento
Finalmente, reunido con Legion y Ultra Boy, el matrimonio de Aparición se ve sometido a muchas tensiones después de la separación prolongada. Aunque Ultra Boy y Saturn Girl finalmente se dan cuenta de que su beso nació de la confusión, Aparición descubre una carta entre los dos que menciona su beso. Ultra Boy también se puso celoso de la profunda amistad que su esposa había desarrollado con Timber Wolf, su protector durante su ausencia. Finalmente, Cub continúa desarrollándose rápidamente, alcanzando una edad aparente de seis años después de que un experimento diseñado para retrasar su envejecimiento fracasara. Las tensiones entre los dos no se resuelven cuando se reinicia la serie.

### Reinicio 2005
En la nueva continuidad de Legion of Super-Heroes iniciada en 2005, Tinya Wazzo vuelve a llamarse Phantom Girl. En este escenario, Bgztl existe en el mismo lugar que la Tierra, pero está desfasado con ella: todo el planeta está en la "Zona de amortiguamiento" en la que entraría Phantom Girl anterior a la Hora Cero. Phantom Girl es la única Bgzlliana que puede cambiar entre la realidad de su hogar y la Tierra. Cuando entra en fase, es visible en ambos universos y, a menudo, participa en conversaciones o actividades en las dos realidades al mismo tiempo, causando mucha confusión a quienes la rodean.
Ella desarrolla un fuerte vínculo con Princesa Projectra, ayudándola a sobrellevar la reciente muerte de sus padres al leerle cómics antiguos (de hecho, Silver Age DC Comics), presentados como relatos ficticios de hechos históricos reales), y tolerando amablemente su comportamiento malcriado y abrasivo hacia ella. A pesar de su amabilidad, Phantom Girl es golpeada salvajemente por la propia Princesa Projectra cuando ella y Saturn Girl comienzan a sospechar su traición oculta contra toda la Legión; Phantom Girl, en coma y desfigurada, solo se salva gracias a la intervención oculta de Timber Wolf, quien después de asegurarse de que su amada, la Princesa Projectra, no está, activa la baliza de alarma de Tinya. Phantom Girl está enganchada a una maquinaria reconstructiva y muestra signos de curación, pero antes de que pueda decir la verdad sobre su paliza, Princesa Projectra altera sus recuerdos, dejando a Timber Wolf como el único que sabe la verdad.
Debido a la cancelación del libro Legion con el número 50, esta trama queda sin resolver.

### Post-Crisis Infinita
Los eventos de la miniserie Crisis infinita aparentemente han restaurado un análogo cercano de la Legión Pre-Crisis a la continuidad, como se ve en el arco de la historia "The Lightning Saga" en Justice League of America y Justice Society of America, y en el arco de la historia "Superman y la Legión de Super-Héroes" en Action Comics. Phantom Girl está incluida en su número, votada como líder de la Legión justo cuando Fatal Five vuelve a reunir su propio equipo para luchar contra ellos.

### La Nueva Era de los Héroes
Después de "DC Rebirth", DC Comics lanzó una nueva línea de cómics protagonizada por nuevos personajes llamada The New Age of DC Heroes. Uno de esos cómics no se trata de personajes nuevos, sino de personajes más antiguos que no se han utilizado mucho recientemente. Los miembros de este equipo, The Terrifics, son Mr. Terrific, Metamorpho, Plastic Man y Phantom Girl. Mr. Terrific descubre a Simon Stagg abriendo un portal al Dark Multiverse que no puede cerrarlo. Está usando Metamorpho transformado en Nth metal para abrir el portal. Mr. Terrific puede usar Plastic Man en forma de huevo para cerrar el portal, pero no antes de ser atraído, junto con Metamorpho y Plastic Man, que ahora se despierta de su forma de huevo. Plastic Man los aterriza en lo que parece ser una especie de planeta, pero se revela que es un cuerpo gigante. Mr. Terrific capta una señal de socorro, y cuando la están rastreando, se encuentran con Phantom Girl, que es el antepasado de Phantom Girl de la Legión de Super-Héroes, que ha estado viviendo allí durante mucho tiempo y está atrapada en modo Phantom. Llegan a la fuente de la señal de socorro y descubren un mensaje de Tom Strong. En el próximo número, se revela más de la historia de fondo de esta nueva Phantom Girl, mostrando que ella no es la Phantom Girl original, aunque parece tener alguna relación con ella.
En el reinicio de Legion of Super-Heroes de Brian Michael Bendis, Phantom Girl se reinventa para tener una apariencia más alienígena con piel morada y cabello azul, así como habilidades de teletransportación adicionales.

## Poderes y habilidades

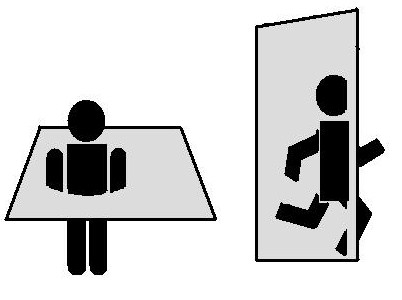
La habilidad de intangibilidad la hace prácticamente invulnerable.

Como todos los nativos del planeta Bgztl, Phantom Girl (en todas sus encarnaciones) tiene la capacidad de volverse intangible (fase). Bgztl, dependiendo de la encarnación, existe o está conectado con el reino extradimensional conocido como la Zona Fantasma. Ella ha demostrado la capacidad de cambiar de fase con una fracción de segundo y también es capaz de cambiar de fase selectivamente ciertas partes de su cuerpo (una hazaña que la mayoría de los Bgztlians no pueden duplicar). Aunque está fuera de fase con el mundo físico, es inmune al daño físico, puede maniobrar a través de objetos sólidos y volar por sus propios medios. También es inmune a la mayoría de las explosiones de energía y radiación (aunque los escritores han sido inconsistentes con respecto a su vulnerabilidad a los ataques que utilizan el aire, es decir, gas venenoso). Además, ha demostrado la capacidad de interrumpir el funcionamiento de los dispositivos electrónicos moviéndose a través de ellos mientras está en fase. Finalmente, ha demostrado de manera inconsistente la capacidad, bajo ciertas circunstancias, de percibir habitantes u objetos ubicados en la Zona Fantasma mientras se encuentra en un estado de fase, incluido Mon-El durante sus períodos de encarcelamiento. También puede entrar o salir de la Zona Fantasma a voluntad.
La versión "Threeboot" de 2005 de Phantom Girl puede hacer que sus percepciones regresen selectivamente a Bgztl mientras usa su poder; de esta manera, aparecerá ante los individuos en nuestro plano de existencia, pero en realidad estará interactuando con los individuos y el medio ambiente en Bgztl.
En DC Rebirth, Phantom Girl aún conserva los mismos poderes que su yo Post-Crisis. También muestra nuevos poderes en Rebirth, creados por una explosión en la que queda atrapada desde una máquina en el Dark Multiverse. Además de sus poderes de fase y la capacidad de volar cuando es intangible, ahora puede, mientras está en forma sólida, hacer que las cosas exploten (es decir, manipulación combustible). Puede hacer que las cosas exploten con el toque de su mano ("toque de materia oscura") o disparando explosiones de combustión a las cosas para hacerlas explotar, pero parece que ella no puede controlar estos nuevos poderes y solo puede detenerlos entrando en su "forma fantasma".

## Equipo
Como miembro de la Legión de Super-Héroes, se le proporciona un anillo de vuelo de la Legión. Le permite volar y la protege del vacío del espacio y otros entornos peligrosos.

## En otros medios

### Televisión
- Phantom Girl hizo un cameo en el episodio de Superman: la serie animada, "New Kids In Town".
- Phantom Girl aparece en el episodio de Liga de la Justicia Ilimitada titulado "Far From Home", con la voz de Joanne Whalley. Es uno de los tres legionarios (junto con Brainiac 5 y Bouncing Boy) que tiene un papel hablado. En el show, ella ha ganado la posibilidad de eliminarse del espectro visual, volviéndose invisible.
- Phantom Girl aparece en Legión de Super-Héroes (2006), con la voz de Heather Hogan.[10]Esta versión puede extender su intangibilidad a otros, aunque el uso extensivo de esta habilidad es potencialmente peligroso y podría dejarla incapaz de volverse tangible nuevamente.[11] Como en la continuidad posterior a ZH, su madre es la presidenta de United Planets. También se insinúa un romance entre ella y Timber Wolf. Phantom Girl también se siente atraída por Jo Nah, un competidor en los Juegos Olímpicos intergalácticos, y lo recluta para la batalla contra Sun Eater.
- Phantom Girl aparece en la cuarta temporada de Young Justice (titulada Phantoms), con la voz de Kari Wahlgren.[10]Esta versión tiene una apariencia más alienígena con piel azul, y junto a Saturn Girl y Chameleon Boy siguen en secreto a Superboy, Miss Martian y Beast Boy durante su viaje a Marte para proteger a Superboy de Lor-Zod de la época de la Legión, que quería matar a él para evitar la formación de la Legión y liberar a su padre Dru-Zod de la Zona Fantasma. Más tarde cae en coma en el proceso de rescatar a Superboy de Ma'alefa'ak y lo transporta a la Zona Fantasma, pero luego es despertado por los poderes de Saturn Girl. Al descubrir que ha caído bajo la influencia de Zod, busca la ayuda del príncipe J'emm J'axx y otros héroes para rescatarlo. Al final de la temporada, Phantom Girl se reúne con Saturn Girl y Chameleon Boy y regresa al futuro, habiendo cumplido su misión y restaurado la línea de tiempo.
- Phantom Girl aparece en la octava temporada de The Flash, interpretada por Mika Abdalla.[12]Esta versión es una metahumana contemporánea que ha estado operando en Coast City como Coast City Phantom. Iris West y Sue Dearbon viajan a Coast City para investigar los avistamientos. Encuentran a Tinya Wazzo en la casa de su madre adoptiva y se enteran de que está buscando a su madre biológica desaparecida, Renee, quien la abandonó. Iris y Sue le piden que las acompañe. Cuando se encuentra a Renee, la enfermedad del tiempo de Iris hizo que Renee desapareciera. Consumida por la pérdida, Tinya aleja a Iris y le advierte a Sue que nunca más la busque de nuevo.

### Película
- Phantom Girl aparece en Legion of Super-Heroes (2023), con la voz de Gideon Adlon.[13][10]Esta versión es estudiante de la Academia de la Legión, siendo tímida en conocer a Supergirl. Después de que Mon-El y el Círculo Oscuro se apoderan de la Academia, ella reúne a dos de Triplicate Girl, Invisible Kid, Brainiac 5 y Supergirl para liberar a los demás prisioneros en detener a sus enemigos.

### Varios
- Phantom Girl aparece en Adventures in the DC Universe #10.[14]
- Phantom Girl aparece en el cómic one-shot Batman '66 Meets the Legion of Super-Heroes.[15]